# Vladimir Grigor'ev
Vladimir Viktorovič Grigor'ev (in russo Владимир Викторович Григорьев?, in ucraino Володимир Вікторович Григор'єв?, Volodymyr Viktorovyč Hrihor"jev; Klin, 8 agosto 1982) è un pattinatore di short track ucraino naturalizzato russo.

## Palmarès

### Olimpiadi
- 2 medaglie:
  - 1 oro 5000 m staffetta a Soči 2014).
  - 1 argento (1000 m a Soči 2014).

### Mondiali
- 1 medaglia:
  - 1 argento (staffetta a Debrecen 2013).

### Europei
- 11 medaglie:
  - 5 ori (500 m a Mladá Boleslav 2012; 500 m, staffetta a Malmö 2013; staffetta a Dresda 2014, staffetta a Dordrecht 2015);
  - 2 argenti (staffetta a Heerenveen 2011; staffetta a Mladá Boleslav 2012);
  - 4 bronzi (staffetta a Torino 2005; classifica generale a Malmö 2013; 500 m, 1000 m a Dresda 2014).